# Radio Aachen
Radio Aachen war das Lokalradio für die Stadt Aachen. Es ging am 1. Februar 1992 auf Sendung und bekam seine Lizenz von der Landesanstalt für Medien Nordrhein-Westfalen. Radio Aachen hieß von 1998 bis zum 31. Dezember 2006 Aachen 100,eins, seit dem 1. Januar 2007 hatte es wieder den Ursprungsnamen Radio Aachen des Sendestarts vom 1. Februar 1992 angenommen. Chefredakteur war vom 1. November 2008 bis zum 26. Februar 2010 Olaf Theissen.
Am 26. Februar 2010 stellte Radio Aachen sein eigenständiges Programm ein und übernahm nur noch das Mantelprogramm von Radio NRW unter dem Namen Radio Aachen. Der letzte Song aus dem Funkhaus Aachen in der Bahnhofstraße am Freitag, 26. Februar 2010, gegen 8.50 Uhr war Say Hello, Wave Goodbye von Soft Cell. Seit dem 18. November 2010 wird auf der bisherigen Frequenz von Radio Aachen das Programm von Antenne AC gesendet, das sich nunmehr an die gesamte Städteregion Aachen richtet.
Grund für die Einstellung des Senders ist die Insolvenz der Betreibergesellschaft Radio Aachen GmbH & Co. KG. Über das Vermögen der Gesellschaft wurde wegen Zahlungsunfähigkeit am 1. Juli 2009 vor dem Amtsgericht Aachen das Insolvenzverfahren eröffnet (Aktenzeichen: 92 IN 73/09).

## Programm
Radio Aachen sendete bis zum 26. Februar 2010 in der Woche täglich acht Stunden Lokalprogramm. Die Morgensendung Guten Morgen Aachen lief werktags von 6 bis 10 Uhr. Am Nachmittag wurde die Radio Aachen Drivetime zwischen 15 und 20 Uhr gesendet, die Stunde von 19 bis 20 Uhr bildete eine Zusammenfassung der Themen des Tages unter dem Titel Drivetime plus – der Tag in Aachen. Werktags ab 6:30 Uhr bis einschließlich 19:30 Uhr produzierte die Redaktion stündlich Lokalnachrichten.
Am Samstag wurde zwischen 8 Uhr und 13 Uhr (Weekend) und zwischen 13 und 18 Uhr (Die offiziellen Aachen-Charts) gesendet. Sonntags wurden zwischen 9 und 13 Uhr Themen „aus Aachen für Aachen“ behandelt (Öcher Treff). In einer Sendung von Radio Aachen vom 25. September 2006 befasste sich der Sender mit der Drogenproblematik am Kaiserplatz und verschaffte damit den Anwohnern ein Gehör. Das Restprogramm und die Nachrichten zur vollen Stunde wurden vom Mantelprogrammanbieter Radio NRW übernommen.

## Medienpartner
Radio Aachen sponserte Institutionen und Vereine in der Stadt Aachen. Unter anderem war der Sender lokaler Radio-Partner des CHIO Aachen, der Euregio-Wirtschaftsschau, von Alemannia Aachen, des Zirkus Roncalli bei seinen Gastspielen in Aachen und des Aachen-Maastricht-Filmfestivals Made in Europe.

## Lokale Konkurrenten
Es gibt mit 107.8 Antenne AC und 100’5 Das Hitradio zwei weitere Lokalradios im Raum Aachen. 107.8 Antenne AC war jedoch lediglich das Lokalradio des früheren Kreises Aachen; 100’5 Das Hitradio ist ein regionaler, deutschsprachiger Sender aus Belgien. Außerdem gibt es noch das Hochschulradio Aachen auf 99,1 MHz.

## Empfang
Radio Aachen war in Aachen über die UKW-Frequenz 100,1 MHz (mit 1 kW) Sender Mulleklenkes zu hören. Der Sender war auch im Kabelnetz Aachen von Unitymedia auf 87,85 MHz zu empfangen. Der ehemalige RDS-Code war „Aachen“.
Über die ehemalige Radio Aachen-Frequenz UKW 100,1 wird nun das Nachfolge-Programm Antenne AC ausgestrahlt.